# 天福寺 (土岐市)
天福寺（てんぷくじ）は、岐阜県土岐市肥田にある臨済宗妙心寺派の寺院。山号は正覚山（しょうがくさん）。土岐肥田氏の菩提寺。

## 歴史
寺伝によれば、天福元年(1233年)に、尾張中島郡の妙興寺の末寺として建立され、寺号を天福寺とした。
貞治4年(1365年)、夢窓疎石の法嗣の先覚周恬が天福寺に住した。
永和元年(1375年)12月5日、天龍寺の夢窓疎石の法嗣の空谷明應(佛日常光國師)が住し、四年後に退寺した。
応永4年(1397年)11月20日、可児郡瀬田の東栄寺で天福寺の和尚が開眼供養を行ったという記録もある。
永享8年(1436年)12月11日、足利義教が、天福寺の澄初首座を含む全国の数箇寺の住持に対して紫衣着用許可の公文に御判した。このことは天福寺の住持は将軍に御目見ができたということである。
長禄2年（1458年）8月7日、土岐氏は室町幕府に対して天福寺を十刹にするように申請し、翌年9月20日に十刹に列せられた。
この時の住持は文仲西堂であったが、期を満たずして退山してしまったが、天福寺はこの時より官寺となり諸山の上に位し、文仲西堂を住持に任じて紫衣着用の勅許を与え、同年11月10日、足利義政が、承勲西堂を天福寺の住持とすることを承認し公文に御判した。
長禄4年(1460年)8月5日、足利義政は、月航洪運を天福寺の住持とすることを承認し公文に御判した。
寛正4年(1463年)11月14日、足利義政は、景宗西堂を天福寺の住持とすることを承認し公文に御判した。

### 天福寺・定林寺・明白寺の兵火による焼失
永禄8年（1565年）、武田信玄の重臣であった秋山虎繁と野村長門守が土岐郡に侵攻し、神篦城付近で織田方と両軍が衝突した（高野口の戦い）。
秋山は配下の仁木(山中)藤九郎なる者に150騎を授けて土岐郡の寺社を悉く焼討した。この時に天福寺・定林寺・明白寺・光善寺・酒波神社が焼討されて天福寺は一旦廃寺となった。
その後、文禄2年（1593年）に観音堂のみが再建されて、元禄年間には土岐郡三十三所巡礼の二番札所となった。
昭和50年（1975年）に宗教法人となった。
元和7年（1621年）、住持に就任した心田全以によって、寛永元年（1624年）、現在地に本堂が再建され、その後、庫裏・鎮守・十王堂が創建された。
平成11年（1999年）、本堂を竣工した。